# Herrtidning
Herrtidning är i den bredaste betydelsen en tidning eller tidskrift inom populärpressen som riktar sig till män. Sexuellt innehåll ingår i materialet tillsammans med annat material, till skillnad från i en pornografisk tidning som i princip uteslutande är inriktad på pornografiskt eller annat sexuellt material. Tidskrifter med enhetligt tema såsom motor, populärvetenskap och sport brukar inte räknas som herrtidningar, även om de har en övervägande manlig läsarkrets.

## Beskrivning och exempel
De flesta herrtidningar är livsstilsmagasin med reportage om herrmode, motor, sport, kändisliv, populärmusik, film, sex och samlevnad samt utvikningsbilder. Fördelningen mellan ämnena varierar mellan tidningstitlarna och deras målgrupper (se upmarket och downmarket).
Några internationella herrtidningar är GQ (Gentlemen's Quarterly), Men's Health, FHM och Playboy.

## Herrtidningens historia i Sverige

### Boulevardpress, reportage och fiktion
Herrtidningen i Sverige har sin bakgrund i skämt- och boulevardpressen som hade sin storhetstid åren kring och efter förra sekelskiftet. De fiktionsinriktade Levande Livet (1930–1961) och Lektyr var länge sinnebilden för en herrtidning, kompletterat med bild- och reportagetidningar som Se (1938–1981) och Folket i Bild (1934–1963).

### Pornografisk inriktning
På 1960-talet förändrade de tre ovanstående tidningarna sin inriktning, och samtidigt etablerades begreppet herrtidning med betoningen på herr ("för herrar"). Folket i Bild (köpt 1962 av Åhlén & Åkerlunds Förlag) slogs 1963 ihop med Aktuellt för Män (sedan 1961 namnet på förutvarande Levande Livet) under det nya namnet FIB aktuellt. Alla tidningarna började integrera bildserier med lättklädda och allt mer avklädda (unga) kvinnor, och konkurrensen dem emellan[källa behövs] ledde under decenniet till att en alltmer pornografisk accentuering av (delar av) innehållet. År 1978 kom dessutom Aktuell Rapport. Reportagematerialet fick samtidigt en mer sensationsbaserad inriktning. Det sensationsinriktade innehållet spreds nu också i andra tidningar som Veckans Brott och Kriminaljournalen.
Samtidigt som dessa veckomagasin förändrade inriktning, utvecklades floran av rena porrtidningar. Dessa, med namn som Paff, Piff och Private (ej svensk text), hade en dold (till en början olaglig) spridning och var tryckta i mindre format. Begreppet hårdporr myntades 1965, och 1971 skedde lagändring som legaliserade många former av pornografi. De länge stora upplagorna hos (de omvandlade) herrtidningarna sjönk under 1980- och 1990-talen, delvis under konkurrens från nya medier som video och Internet.

### Moderna herrtidningar
Under 1990-talet kom i Sverige en ny typ av herrtidning. Den hade mer sofistikerad layout och större fokus på livsstilsrelaterat material som mode och sport samt innehöll en viss andel utvikningsbilder. Hit hör Slitz och Café. Dessa har följts av Moore Magazine och den svenska upplagan av FHM, båda med en mindre "glassig" framtoning.[källa behövs]

### Kritik mot herrtidningar
Vissa herrtidningar är föremål för olika slag av kritik från konservativt och feministiskt håll. Kritiken vänder sig dels mot utvikningarna i sig, dels mot att vissa av herrtidningarna i text och bild framställer kvinnor som objekt. Bildernas och reportagens karaktär varierar starkt mellan tidningarna.